# Gees
Gees (Drents: Gies) is een dorp met 645 inwoners (2023) in de gemeente Coevorden (tot 1998 gemeente Oosterhesselen), provincie Drenthe (Nederland). In 2008 vierde Gees zijn 800-jarig bestaan.

## Geografie
Gees is een esdorp met nog talrijke boerderijen van het Saksische type. Een deel van het dorp ten oosten van de Dorpsstraat, de doorgaande weg, is beschermd dorpsgezicht. Gees heeft verder weinig nieuwbouw en heeft zijn oorspronkelijke karakter daardoor goed weten te bewaren. De marke van Gees kenmerkt zich door grote essen en door groenlanden langs de Geeserstroom. De Geeserstroom zal zodanig worden heringericht dat hij weer vrij kan meanderen. De helft van het dorpsgebied wordt ingenomen door de bossen en heidevelden van de 1600 ha. grote Boswachterij Gees (Staatsbosbeheer). Deze bossen zijn in de jaren dertig aangeplant op de heidevelden. Met de Hooge Stoep is er echter nog een groot heideveld bewaard gebleven.

## Geschiedenis
De eerste vermelding van Gees is in een oorkonde uit 1208. De naam is waarschijnlijk afgeleid van gies, hetgeen "onvruchtbaar" betekent. Het dorp ligt op een zandrug te midden van vroeger voedselarme gronden. Nabij de marke van Gees liggen de met houtwallen omzoomde veldgronden in het stroomdal van het Loodiep. De  stroomdalen van het Loodiep en het nabij gelegen Drostendiep zijn onderdeel van het natuurreservaat Hooge Stoep.

## Toerisme
Gees is sterk op toerisme gericht. Verspreid rond het dorp liggen enkele kleine vakantieparken. Afgezien van de boerderijen is een opvallende bezienswaardigheid in het dorp de Steen van Gees, een enorme zwerfkei. Deze ligt voor de deur bij Groepsaccommodatie De Zwerfkei. Het is een van de grootste zwerfkeien van Nederland. Een andere bezienswaardigheid, buiten de dorpskom, is de galerie en beeldentuin Beelden in Gees.
In Gees wordt elk jaar de toertocht Rondom Gees georganiseerd voor oldtimers, motoren vanaf bouwjaar 1900 tot 1915.

## Voorzieningen
Er zijn weinig voorzieningen in Gees. Behalve de groepsaccommodatie is er alleen nog een VVV-kantoor en een ijssalon annex tearoom. Verder zijn er nog enkele ateliers. Gees telt twee kerken: een gereformeerde en een Nederlandse gereformeerde kerk. De meeste bewoners waren echter van oudsher Nederlands Hervormd en kerkten in Oosterhesselen, waar Gees tot 1 januari 1998 ook gemeentelijk onder viel. Het dorp had een openbare basisschool en een protestants-christelijke basisschool, die beide zijn gesloten.